# Karczemka (Otłoczyn)
Karczemka (niem. Karczemkakrug, Karschau) – nieoficjalna część wsi Otłoczyn w Polsce, w województwie kujawsko-pomorskim, w powiecie aleksandrowskim, w gminie Aleksandrów Kujawski.
Początkowo Karczemką zwano potocznie część miejscowości Otłoczyn, od budynków-karczm obsługujących przeprawiających się podróżnych przez bród na Wiśle.
Od 1 kwietnia 1993 roku prowadzi w Otłoczynie-Karczemce swoją działalność oddział Fundacji im. Brata Alberta założonej przez ks. kanonika Tadeusza Isakowicza-Zaleskiego.

## Położenie i przynależność administracyjna
Od X wieku do XV wieku Karczemka to integralna część miejscowości Otłoczyn, administracyjnie należała do kasztelanii słońskiej, diecezja gnieźnieńska a od XII wieku diecezja kujawska w Kruszwicy, od 1325 dekanat inowrocławski, parafia Słońsko.
W latach 1466 – 1772 miejscowość Otłoczyn administracyjnie należała do województwa inowrocławskiego zwanego też gniewkowskim, powiat Podgórz, metropolia gnieźnieńska, diecezja kujawska, dekanat inowrocławski a od 1615 dekanat gniewkowski, parafia Podgórz.
W latach 1773 – 1920 ta część Otłoczyna około 1815 roku oficjalnie nazwana Karczemka, administracyjnie należała do powiatu toruńskiego, metropolia gnieźnieńska – archidiecezja gnieźnieńska, dekanat gniewkowski, parafia Podgórz.
W latach 1920-1939 miejscowość, część Otłoczyna, administracyjnie należała do województwa pomorskiego, powiatu toruńskiego, gminy Popioły, metropolia gnieźnieńska – archidiecezja gnieźnieńska, dekanat gniewkowski, parafia Podgórz
W latach 1945–1975 miejscowość, część Otłoczyna, administracyjnie należała do województwa bydgoskiego, powiatu toruńskiego, gminy Otłoczyn, metropolia gnieźnieńsko-poznańska – archidiecezja gnieźnieńska, dekanat gniewkowski, od 1945 roku kościół filialny parafii Rudak, od 1958 r. samodzielny ośrodek duszpasterski w Otłoczynie. W 1968 roku erygowano nową parafię pw. Najświętszego Serca Pana Jezusa w Otłoczynie.
W latach 1975–1998 miejscowość administracyjnie należała do województwa włocławskiego, gminy Raciążek a po jej likwidacji od 1976 r. do gminy Aleksandrów Kujawski.
W roku 1978 osada – część Otłoczyna – o nazwie Karczemka została usunięta z wykazu urzędowych nazw miejscowości w Polsce. 

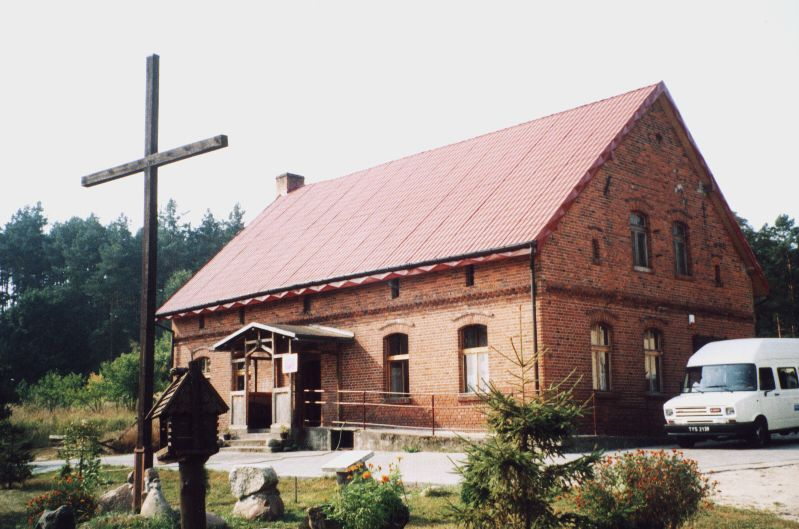
Fundacja im. Brata Alberta w Otłoczynie – Warsztat Terapii Zajęciowej „Karczemka”

W 1994 roku Rada Gminy Aleksandrów Kujawski wystąpiła do wojewody włocławskiego o przekazanie na własność majątku skarbu państwa, to jest działkę z budynkiem dawnej powozowni z połowy XIX wieku. Po przejęci go przez gminę mieszkańcy Otłoczyna postanowili podarować powozownię, niegdyś nierozłączną część byłej karczmy, na własność Fundacji im. Brata Alberta, jednocześnie proponując przyjęcie historycznej nazwy osady jako imię własne jednostki fundacji czyli Warsztatu Terapii Zajęciowej. Do dziś mieszkańcy powszechnie używają nazwy Karczemka dla tej części miejscowości Otłoczyn.

## Szlaki turystyczne
- Szlak Bursztynowy, – Rzym – Kalisz – Opoki – Grabie – Otłoczyn-Stacja – Otłoczynek – droga 91 – Otłoczyn – Karczemka – bród przez Wisłę – Inflanty wybrzeże Bałtyku.

 szlak turystyczny im. S. Noakowskiego, (41 km) Toruń – Rudak – Czerniewice – Karczemka – Otłoczyn – Wołuszewo – Ciechocinek – Raciążek – Nieszawa